# Sushun
Sushun (崇峻天皇 (Sushun-tennō?), che regnò con il nome di Hatsusebe; 520 – distretto di Shiki, 592) è stato il 32º imperatore del Giappone secondo il tradizionale ordine di successione.
Gli eventi e le date che lo riguardano sono riportate negli Annali del Giappone (Nihongi o Nihonshoki?, 日本紀) e nelle Cronache degli antichi eventi (Kojiki?, 古事記), testi che furono compilati all'inizio dell'VIII secolo.

## Biografia

### Origini
Era il dodicesimo figlio dell'imperatore Kinmei, sua madre si chiamava Oane-no-kimi (小姉君?), figlia di Soga no Iname. Era fratellastro del suo predecessore Yomei, ed era chiamato principe Hatsusebe (?, Hatsusebe-shinnō), ma era conosciuto anche con il nome di Hatsusebe no Waka-sazaki.

### Antefatti al suo regno
Da alcuni decenni si era scatenata una lotta per il potere tra i diversi clan della corte di Yamato, che aveva unificato sotto le sue insegne il paese. La disputa aveva anche connotati religiosi, con il tentativo da parte di alcune famiglie di introdurre a corte il buddhismo, avversato dai clan legati alla tradizione shintoista.
Le famiglie che si distinsero in tale scontro furono:
- Il clan Soga, che era il maggior sostenitore del buddhismo, i cui capi si fregiavano del titolo di "grande ministro" (Ōomi?, 臣)
- Il clan Mononobe, che controllava l'esercito e, fedele alla tradizione shinto, era il più agguerrito rivale dei Soga.[4]
- Il clan Nakatomi, maestri cerimonieri dei sacri riti shintoisti di corte ed alleati dei Mononobe

Alla morte dell'imperatore Yomei, fratellastro di Hatsusebe, avvenuta nel quarto mese del 587, si scatenò un conflitto per la successione. I Mononobe ed i Nakatomi tentarono di favorire l'ascesa al trono del principe Anahobe, fratello di Hatsusebe, mentre Soga no Umako, capo del clan Soga, si oppose al progetto dei rivali e sostenne la candidatura dello stesso Hatsusebe.
La contrapposizione fu radicale e si risolse con la battaglia di Shigisan, che si svolse nel 587 lungo il fiume Ekagawa, nella provincia di Kawachi, l'odierna prefettura di Osaka. Lo scontro vide il trionfo dell'armata Soga e la distruzione del clan Mononobe, il cui capo, Moriya, trovò la morte assieme al principe Anahobe ed al capo-clan dei Nakatomi.
L'evento ebbe come conseguenza l'ascesa al trono del crisantemo di Hatsusebe, che divenne imperatore con il nome postumo Sushun. Fu l'inizio dell'incontrastato dominio della scena politica da parte di Soga no Umako, che fece del buddhismo la religione ufficiale di corte.

### Ascesa al trono
Il regno di Sushun ebbe inizio nel 587, terminando poi nel 592. Gli fu attribuito molto tempo dopo la morte l'attuale titolo imperiale di "sovrano celeste" (tennō?, 天皇), che secondo buona parte della storiografia fu introdotto per il regno dell'imperatore Tenmu. Il suo titolo fu "grande re che governa tutto quanto sta sotto il cielo" (Sumeramikoto o Amenoshita Shiroshimesu Ōkimi?, 治天下大王), oppure anche "grande re di Yamato" (ヤマト大王/大君).
I clan dell'antica provincia di Yamato, che corrisponde all'attuale prefettura di Nara, costituirono il regno che, nel periodo Kofun (250-538), si espanse conquistando buona parte dei territori delle isole di Honshū, Kyūshū e Shikoku. A seguito di tali conquiste, ai sovrani di Yamato fu riconosciuto il titolo di "grande re" (Ōkimi?, 大王) di Yamato. Fu solo a partire dal VII secolo che il "grande regno" venne chiamato impero, ed il titolo di imperatore fu esteso a tutti i sovrani precedenti della dinastia.
Quando salì al trono, mantenne la capitale nell'odierno distretto di Shiki, a pochi chilometri da Asuka kyō, la capitale classica dell'omonimo periodo Asuka. Spostò però la corte, secondo la tradizione che vedeva di cattivo auspicio per un imperatore giapponese risiedere nello stesso palazzo del defunto predecessore, dal palazzo Iwareikebe no Namitsuki a quello nuovo chiamato Kurahashi no Shibagaki.
Durante il suo regno, il potente ministro Soga no Umako, in piena autonomia e con l'aiuto del principe Shōtoku, fervente buddhista e nipote di Sushun, iniziò a cambiare il volto del paese e l'organizzazione statale.
Nel 588 venne costruito l'Hōkō-ji (法興寺?), detto anche Asukadera, uno dei primi complessi templari buddhista costruiti in Giappone, e furono intensificati i rapporti commerciali, culturali e diplomatici con i tre regni di Corea e la Cina della dinastia Sui. Vennero inoltre gettate le basi per la nuova amministrazione dello stato, che venne impostata sul modello cinese, influenzato dal pensiero buddhista e confuciano.
Di grande aiuto alla diffusione del buddhismo fu il regno di Baekje, che inviò monaci, costruttori di templi, sacri testi e statue di Buddha. In campo militare, fu dispiegato un esercito di 20.000 uomini per liberare la confederazione di Gaya dal dominio del regno di Silla, che nel 562 aveva posto fine all'autonomia del prezioso alleato dei giapponesi.
Sushun si rese conto di essere una pedina nelle mani di Soga no Umako e ne progettò l'assassinio. Quando questi se ne accorse lo precedette e assoldò il sicario Yamato no Aya no Ataikoma (東漢直駒?), che uccise l'imperatore nel 592.
Alla sua morte, con l'ascesa al trono della sorellastra, l'imperatrice Suiko, a cui venne affiancato come reggente il principe Shōtoku, ebbe inizio un periodo di pace e prosperità per il Giappone e per la sua corte, logorata da decenni di lotte intestine fra i suoi clan.
Le spoglie di Sushun sono oggi custodite nel Kurahashi no oka no e no misasagi, il mausoleo a lui dedicato che si trova a Nara.

## Discendenza
Sushun ebbe 4 mogli che gli diedero 3 figli:
- Principessa Ōtomo no Koteko (大伴 小手子), conosciuta anche come Otehime, fu la sua imperatrice consorte e gli diede due figli:
  - Principe Hachiko
  - Principessa Nishikite.[10]
- Principessa Kahakami no Iratsume, figlia di Soga no Umako, che fu la sua seconda consorte e non gli diede figli
- Principessa Futsuhime, sorella di Mononobe no Moriya, che fu la sua terza consorte e non gli diede figli
- La quarta consorte, di cui non si conosce il nome, gli diede un figlio:
  - Principe Sadayo no Shinno.